# Sylvie Bodorova
Sylvie Bodorova (født 31. december 1954 i České Budějovice, Tjekkiet) er en tjekkisk komponist og lærer.
Bodorova studerede komposition på Janacek Akademiet i Brno hos Ctirad Kohoutek, og senere på Musik Akademiet Chigiana i Siena hos Franco Donatoni, og tog kompositions kurser hos Ton de Leeuw i Amsterdam. Hun har skrevet en symfoni, orkesterværker, kammermusik, koncert musik, en opera, vokalmusik, instrumentalmusik for mange instrumenter etc. Bodorova underviste på Janacek Akademiet' og på Musikkonservatoriet i Cincinnati, USA. Hun er mest kendt for sine orkester og kammermusik værker.

## Udvalgte værker
- Symfoni nr. 1 "Med Klokkerne" (2011) - for orkester og udvidet Percussion
- "Saturnalia" (1999) - for stort orkester
- Klaverkoncert "Som aftalt" (2006) - for klaver og orkester
- "Mysteriet om Druiderne" - for harpe og strygerorkester